# E버스
e버스는 한국스마트버스협동조합이 운영하는 맞춤형 통근버스 서비스이다. 2021년 기준으로 인천광역시와 경기도 지역에서 운행하고 있으며, 일부 기업 통근버스 노선도 운행하고 있다. 어플 운영 및 예약 등의 전반적인 운영은 (주)위즈돔에서 하고, 버스 운송사업 및 면허 등은 한국스마트버스협동조합에서 한다.

## 운영 방식
한국스마트버스협동조합에서 버스 노선을 운행하며, (주)위즈돔이 어플 운영 및 한국스마트버스협동조합에 신차를 출자하고 운행 적자 전액을 보전하는 구조로 운영한다. 인터넷을 통해 출근길이 비슷한 사람들을 모아 전세 버스를 이용하는 방식이다.
자세히 설명하자면 우선 인터넷을 통해 회원을 모집한다. 회원들은 집과 직장 주소, 출근시간 같은 정보를 입력한다. 특정 지역에 적정 인원이 모이면 출근시간대에 전세버스를 배차한다. 회원들은 1개월 교통비를 결제하고 지정된 좌석을 배정받은 후 편하게 앉아 출근할 수 있다. 일종의 버스 공동구매인 셈이다. e버스는 인터넷을 통해 예매 등의 모든 과정이 이루어져 '인터넷 통근버스'라는 명칭으로도 통한다.

## 연혁
- 2016년 5월 2일 : 5월 4일까지 3일간 무료 사전운행
- 2016년 5월 9일 : e버스 본 운행 개시
- 2016년 6월 1일 : e4400번, e4100번 노선의 동탄2신도시 정류장 추가 운행
- 2016년 7월 1일 : M4403 광역버스가 예약제로 운영되고 8501직행 버스가 증차되면서 적자 누적으로 인해 e4401번 노선 운행 중단
- 2017년 8월 1일 : 인천지역 e버스 노선이 e6100번, e6104번 노선으로 변경. e6102(주안역↔인천공항)노선, e6103(부평역↔인천공항)노선 운행 중단
- 2017년 9월 20일 : 봉담휴먼빌 ~ 사당역 노선(e4531번, e4532번, e4531b번, e4532b번) 신규 운행 개시
- 2017년 9월 21일 :  수원대 ~ 삼성역 노선(e4432번, e4433번, e4432b번, e4433b번) 신규 운행 개시
- 2017년 9월 30일 : 인천e버스 리무진 노선 주말 및 공휴일 운행 개시
- 2017년 11월 17일 : e6104번 노선 호구포역 신규 정차
- 2018년 4월 1일 : 인천e버스 주말 및 공휴일 운행 중지, e6104번 노선 출근시간만 운행으로 변경, e6100번 노선 새벽 시간대 증편 및 주간 시간대 운행 단축.
- 2018년 7월 13일 : 여름시즌 한정 잠실역 ~ 캠프통아일랜드 셔틀버스 운행 개시
- 2021년 2월 21일 : 인천광역시 버스정책과 노선명 기준에 의거해 e6100번 노선이 e6101번으로 변경 (단, 운행노선은 변경 없음)
- 2021년 3월 16일 : 코로나19 사태로 인해 인천e버스 운행 중단
- 2021년 6월 1일 : 코로나19 사태로 인해 동탄e버스 노선(e4100번, e4100b번, e4400번, e4400b번) 운행 중단

## 현황
2021년 1월 기준이다.
| 운행업체                        | 보유 노선수 | 보유 노선수 | 보유 노선수 | 보유 노선수 | 보유 노선수 | 등록 대수 | 등록 대수 | 등록 대수 | 등록 대수 | 등록 대수 |
| ------------------------------- | ----------- | ----------- | ----------- | ----------- | ----------- | --------- | --------- | --------- | --------- | --------- |
| 운행업체                        | 노선 합계   | 광역급행    | 직행좌석    | 일반좌석    | 시내일반    | 대수 합계 | 광역급행  | 직행좌석  | 일반좌석  | 시내일반  |
| 한국스마트버스협동조합 (용인시) | 2           | -           | -           | 2           | -           | 4         | -         | -         | 4         | -         |
| 한국스마트버스협동조합 (화성시) | 4           | -           | -           | 4           | -           | 8         | -         | -         | 8         | -         |

## 운행 노선
인천e버스
| 노선 번호 | 운행사                 | 운행구간               | 운행구간 | 운행구간                  | 경유지                                                                                          | 배차 | 시간표 |
| --------- | ---------------------- | ---------------------- | -------- | ------------------------- | ----------------------------------------------------------------------------------------------- | ---- | ------ |
| e6105     | 한국스마트버스협동조합 | 만수역                 | →        | 인천국제공항 정부합동청사 | 석천사거리역, 시민공원역, 제물포역, 인천축구전용경기장, 숭의역, 인천국제공항1터미널, 합동청사역 | 1회  | 07:15  |
| e6105b    | 한국스마트버스협동조합 | 인천국제공항 제1터미널 | →        | 만수역                    | 합동청사역, 정부합동청사, 숭의역, 인천축구전용경기장, 제물포역, 시민공원역, 석천사거리역        | 1회  | 18:20  |
| e6106     | 한국스마트버스협동조합 | 만수역                 | →        | 인천국제공항 제2터미널    | 석천사거리역, 시민공원역, 제물포역, 인천축구전용경기장, 숭의역, 화물/물류단지                   | 1회  | 07:10  |
| e6106b    | 한국스마트버스협동조합 | 인천국제공항 제2터미널 | →        | 만수역                    | 화물/물류단지, 숭의역, 인천축구전용경기장, 제물포역, 시민공원역, 석천사거리역                   | 1회  | 18:20  |
| e6107     | 한국스마트버스협동조합 | 부평역                 | →        | 인천국제공항 정부합동청사 | 삼산사거리, 작전역, 가정역, 청라롯데마트, 인천국제공항 제1터미널, 합동청사역                    | 1회  | 06:55  |
| e6107b    | 한국스마트버스협동조합 | 인천국제공항 제1터미널 | →        | 부평역                    | 합동청사역, 정부합동청사, 청라롯데마트, 가정역, 작전역, 삼산사거리(롯데하이마트)                | 1회  | 18:20  |
| e6108     | 한국스마트버스협동조합 | 부평역                 | →        | 인천국제공항 제2터미널    | 삼산사거리, 작전역, 가정역, 청라롯데마트, 화물/물류단지                                         | 1회  | 07:10  |
| e6108b    | 한국스마트버스협동조합 | 인천국제공항 제2터미널 | →        | 부평역                    | 화물/물류단지, 청라롯데마트, 가정역, 작전역, 삼산사거리(롯데하이마트)                           | 1회  | 18:20  |

화성e버스
| 노선 번호 | 운행사                 | 운행구간   | 운행구간 | 운행구간     | 경유지 | 배차 | 시간표 |
| --------- | ---------------------- | ---------- | -------- | ------------ | --- | ---- | ------ |
| e4432     | 한국스마트버스협동조합 | 수원대학교 | →        | 삼성역       | 북촌말입구, 송산교입구, 병점화남아파트, 능리교차로, 신영통현대타운두산위브, 뱅뱅사거리, 강남역, 역삼역, 선릉역 | 1회  | 06:40  |
| e4432b    | 한국스마트버스협동조합 | 삼성역     | →        | 수원대학교   | 선릉역, 역삼역, 강남역, 뱅뱅사거리, 신영통현대타운두산위브, 반월3통, 진안동, 송산교입구, 안녕동                | 1회  | 18:45  |
| e4531     | 한국스마트버스협동조합 | 봉담휴먼빌 | →        | 사당역       | 동화휴먼시아6단지, 봉담택지지구, 동남아파트(동화리)                                                            | 1회  | 06:40  |
| e4531b    | 한국스마트버스협동조합 | 사당역     | →        | 봉담아이파크 | 동남아파트(동화리), 봉담중고등학교, 동화휴먼시아6단지                                                          | 1회  | 18:55  |

## 불법 논란
국토해양부는 2011년 e버스가 "동일 집단에 속하지 않은 사람들을 전세버스에 태워 일정 노선을 다닌다"는 이유로 불법으로 규정해 논란이 발생했다. 국토해양부는 또한 이러한 버스 운행 방식이 기존 버스업계가 노선버스를 운영하는 것에 타격을 받을 수 있다는 이유로 반대하는 입장을 밝혔다. 그러나 e버스 업체에서는 이러한 논리라면 관광버스도 모두 불법이 되어야 한다며 반발하고 있었고, 네티즌들도 국토해양부 및 지자체의 의견에 부적정인 의견을 제시하고 있다.
여론이 국토해양부 의견과 반대로 부정적으로 흘러가면서 한나라당 박준선 국회의원은 2011년 4월 21일 수도권 교통문제를 민간에서 자율적으로 해결하는 e버스와 같은 형태의 사업 근거를 만들고 합법화하는 내용을 담은 여객자동차운수사업법 일부 개정안을 국회에 제출했다.
논란 끝에 국토해양부는 2011년 8월 11일 출퇴근 시간, 심야 등 특정 시간대에 회원제 또는 정기 승차권 구매 여객 등 특정 여객을 운송하는 `한정면허 버스제`를 도입한다고 밝혔으며, 이와 같은 내용을 담은 여객자동차운수사업법 시행령과 시행규칙 개정안을 오는 26일까지 입법예고하고 2011년 10월부터 시행에 들어가 합법화되었다.